# Министерство климата и окружающей среды Норвегии
Министерство окружающей среды Норвегии несет ответственность за экологические вопросы в Норвегии. Его возглавляет министр окружающей среды, в настоящее время Ула Эльвестюэн (норв. Ola Elvestuen) (Левая либеральная партия). Отдел должен отчитываться перед законодательной властью (Стортинг).

## Отделы
- Информационный отдел
- Отдел культурного наследия управления
- Отдел международного сотрудничества
- Отдел управления природными ресурсами
- Отдел по организационно-экономическим вопросам
- Отдел по борьбе с загрязнением
- Отдел регионального планирования

## Дочерние органы
- Норвежский директорат природопользования
- Норвежский директорат по культурному наследию
- Норвежский полярный институт
- Норвежское управление картографии
- Норвежское агентство климата и загрязнения